# Rupellaria cancellata
Rupellaria cancellata är en musselart som först beskrevs av Addison Emery Verrill 1885.  Rupellaria cancellata ingår i släktet Rupellaria och familjen Petricolidae. Inga underarter finns listade i Catalogue of Life.